# Autorità nazionale anticorruzione
L'Autorità nazionale anticorruzione, in acronimo ANAC, è un'autorità amministrativa indipendente italiana con compiti di tutela dell’integrità della pubblica amministrazione, contrasto dell'illegalità, prevenzione della corruzione, attuazione della trasparenza e di controllo sui contratti pubblici.

## Storia
La legge 6 novembre 2012, n. 190, aveva previsto la sua istituzione e l'assorbimento delle competenze della Commissione indipendente per la valutazione, la trasparenza e l'integrità delle amministrazioni pubbliche (CIVIT), con compiti di contrasto ai fenomeni corruttivi nel rispetto degli obblighi assunti a livello internazionale con la Convenzione di Mérida. Il decreto-legge 31 agosto 2013, n. 101 - convertito in legge 30 ottobre 2013, n. 125 - ne mutò denominazione in Autorità nazionale anticorruzione e per la valutazione e la trasparenza delle Amministrazioni pubbliche. Ha infine assunto la attuale configurazione ai sensi del decreto-legge 24 giugno 2014, n. 90 unificando la CIVIT con l'Autorità per la vigilanza sui contratti pubblici di lavori, servizi e forniture, attribuendole competenza in materia di contratti pubblici, togliendole invece i compiti in materia di misurazione e valutazione della performance, trasferite al Dipartimento della funzione pubblica della Presidenza del Consiglio dei ministri.
Come primo presidente dell'ANAC, il Governo Renzi nominò il magistrato Raffaele Cantone. Il 23 ottobre 2019 Cantone si dimise, dopo averlo annunciato il 23 luglio 2019, a causa di disaccordi con il governo Conte I; la funzione di Presidente ad interim fu assunta, sulla base del Regolamento, dal consigliere più anziano di età, Francesco Merloni.

## Compiti e funzione
ANAC vigila sul rispetto della normativa in materia di trasparenza che impone agli enti pubblici e alle imprese controllate dallo Stato di pubblicare sui propri siti internet determinate tipologie di informazioni.
L’Autorità può sanzionare gli enti pubblici in caso di mancata pubblicazione delle informazioni obbligatorie.
Tra i compiti dell’Autorità, la vigilanza sugli appalti pubblici ha un ruolo preminente, dato che si tratta di uno dei settori più esposti al rischio di corruzione. Questo al fine di garantire legalità, concorrenza e prevenzione di corruzione e spreco di risorse pubbliche. Con il codice dei contratti pubblici recato dal D.lgs. 31 marzo 2023, n. 36 l'Anac ha perso il potere di emanare linee guida per la regolazione del settore degli appalti, Nella vigenza del codice dei contratti pubblici recato dal D.lgs. 18 aprile 2016, n. 50 l'Anac poteva infatti emanare due tipi di linee guida: 
- linee guida vincolanti, che assumevano valore cogentene confronti delle Amministrazioni e la loro violazione determinava il vizio di "violazione di legge";
- linee guida "non vincolanti", da cui le stazioni appaltanti potevano discostarsi motivatamente. L'efficacia di queste linee guida, che veniva talvolta riferita alla c.d. soft law, era stata contestata da una parte della dottrina[15].

Il codice dei contratti pubblici del 2023 ha abolito, in via generale, questa fonte del diritto lasciando all'Anac la possibilità di emanare "atti generali " e linee guida specifiche solo nei pochi casi espressamente previsti. Il contenuto delle linee guida vigenti al momento dell'emanazione del Codice è stato recepito negli allegati al codice stesso.
L'Anac ha visto tuttavia ampliati i poteri di vigilanza, espressamente estesi all'esecuzione del contratto, e i poteri sanzionatori che prima erano eccessivamente ristretti rispetto all'ampiezza delle competenze. Il correttivo al Codice dei contratti pubblici recato dal D.lgs 31 dicembre 209/2024, entrato in vigore il 1º gennaio 2025, non ha modificato i poteri e le competenze dell'Anac. 
Attraverso la sua attività consultiva, l'Autorità esprime pareri su specifiche questioni e aiuta le stazioni appaltanti nella progettazione di bandi di gara complessi (vigilanza collaborativa).

### Digitalizzazione dei contratti pubblici e banca dati
Attraverso la banca dati ANAC, l’Autorità partecipa alla trasformazione digitale degli appalti in Italia (sistema di E-procurement), divenuta obbligatoria dal 1º gennaio 2024. Tutto il ciclo di vita del contratto pubblico, dalla programmazione dell’opera alla sua esecuzione finale, è digitalizzato. Le pubbliche amministrazioni possono acquisire dal mercato e alle migliori condizioni le risorse (forniture, servizi, lavori) utili al funzionamento, mantenimento e sviluppo delle proprie attività istituzionali attraverso un processo digitale, semplificandolo, velocizzandolo e rendendolo facilmente controllabile, meno costoso e qualitativamente più efficace.
Avviato su larga scala nel 2001 da Consip, l’E-procurement applicato a tutti gli appalti, in ciascuna fase, completerà la digitalizzazione delle procedure analogiche che hanno nel tempo rallentato e a volte bloccato l’aggiudicazione e l’esecuzione di opere e l’acquisto di beni e servizi, digitalizzando tutte le fasi del processo di acquisto: programmazione, progettazione, esecuzione e accesso alle informazioni e agli atti di gara. Cardine del sistema nazionale sarà l’interoperabilità fra piattaforme “certificate”.

### Attività internazionale
Tra le principali funzioni che la legge attribuisce all’ANAC vi è la cooperazione internazionale nel campo della prevenzione della corruzione e in materia di integrità pubblica.
L'Autorità è parte delle più rilevanti reti e iniziative internazionali in materia di integrità pubblica e prevenzione della corruzione, partecipando attivamente alle iniziative internazionali in materia di prevenzione della corruzione, di integrità e appalti, promuovendo le proprie buone pratiche e cercando di imparare da quelle degli altri Paesi, favorendo la convergenza normativa e la promozione dei principi della rule of law a livello internazionale: dello stato di diritto, e tra questi la promozione dell’integrità pubblica. Anac fornisce assistenza tecnica e partecipa ai programmi di cooperazione per rendere tangibile lo spirito di collaborazione dell’Italia nella comunità internazionale.

### Tutela dei whistleblower
L’Anac ha un ruolo fondamentale nella gestione delle segnalazioni e nella protezione dei whistleblower. In particolare, questo ruolo è stato rafforzato con l’emanazione del D. Lgs. 10 marzo 2023, n. 24 che ha introdotto significative novità nella disciplina del whistleblowing in Italia, recependo la Direttiva (UE) 2019/1937.In attuazione di questa disciplina l’Anac ha emanato la  Delibera del 12 luglio 2023 n.311 - Linee guida in materia di protezione delle persone che segnalano violazioni del diritto dell’Unione e protezione delle persone che segnalano violazioni delle disposizioni normative nazionali. Procedure per la presentazione e gestione delle segnalazioni esterne.
L’ANAC in quest’ambito, assolve ai seguenti compiti:
1. Gestione delle segnalazioni esterne: l’ANAC è individuata come l’autorità competente per ricevere e gestire le segnalazioni di illeciti, garantendo la riservatezza dell’identità dei segnalanti;
2. Adozione di Linee Guida che disciplinano la materia a livello secondario: la normativa  prevede che l’ANAC emani Linee Guida per la presentazione e gestione delle segnalazioni, fornendo indicazioni operative sia per i soggetti pubblici sia per quelli privati. In conformità a tale disposizione, l’ANAC ha adottato la citata Delibera12 luglio 2023, n. 311;
3. Attività di monitoraggio e supporto: L’ANAC è incaricata di verificare l’attuazione della normativa in tema di whistleblowing, fornendo ausilio agli enti nell’implementazione dei canali di segnalazione ;
4. Poteri sanzionatori: L’Autorità ha poteri sanzionatori nei confronti dei soggetti che non rispettano gli obblighi previsti dalla normativa con particolare riguardo alla mancata istituzione di mezzi di segnalazione di fatti illeciti e alla mancata protezione dei whistleblower da eventuali ritorsioni.

### Ruolo di ausilio a Parlamento e Governo
Tra le funzioni di Anac assegnate dalla legge, quella di segnalare a Governo e a Parlamento gravi fenomeni di inadempimento sull'aggiudicazione e sull'esecuzione dei contratti pubblici, nonché sull'efficacia degli strumenti di prevenzione della corruzione. Consiglia il Governo su possibili modifiche alla legislazione esistente. Presenta relazioni annuali al Parlamento sulla sua attività nel campo della prevenzione della corruzione e sull'efficacia della legislazione pertinente.
Per esercitare correttamente tali funzioni, l'Autorità è incaricata di ricevere informazioni sulla corruzione e sulla cattiva condotta nel settore pubblico da parte dei pubblici ministeri, dei giudici amministrativi, degli enti locali, delle autorità e dei consiglieri di Stato.

### Corruzione percepita
Il Rapporto Transparency International sulla corruzione percepita nel mondo, che viene pubblicato ogni anno alla fine di gennaio, indica per l’Italia un netto miglioramento negli ultimi anni. Dalla nascita dell’Autorità Anticorruzione nel 2014 a oggi, l’Italia è migliorata di 28 posizioni, rispetto a questa classifica sulla percezione della corruzione.
Nel 2014 l’Italia era in posizione 69 nella graduatoria dei Paesi secondo il livello di corruzione percepita. Tale posizione è migliorata negli anni, e la rilevazione del 2022 (resa pubblica a fine gennaio 2023), vede l’Italia migliorare sempre più fino a passare alla 41ª posizione. Tra i Paesi a minore presenza di corruzione percepita, alle prime posizioni, figurano Danimarca, Nuova Zelanda e Finlandia. Nel 2023 (rilevazione resa pubblica a gennaio 2024)  l'Italia, pur mantenendo il medesimo punteggio dell'anno precedente (56 punti) ha perso una posizione classificandosi al 42º posto.

## Nomina e durata
Le modalità di nomina del presidente e dei componenti dell'autorità sono specificate all'interno dell'art. 13, comma 3 del decreto legislativo n. 150/2009. In particolare, il presidente e i componenti sono nominati con decreto del Presidente della Repubblica "previa deliberazione del Consiglio dei ministri, previo parere favorevole delle Commissioni parlamentari competenti espresso a maggioranza dei due terzi dei componenti. Il presidente è nominato su proposta del Ministro per la pubblica amministrazione e la semplificazione, di concerto con il Ministro della giustizia e il Ministro dell'interno; i componenti sono nominati su proposta del Ministro per la pubblica amministrazione e la semplificazione". Inoltre, "i componenti sono nominati per un periodo di sei anni e non possono essere confermati nella carica".

## Struttura
L'Autorità è composta da 5 membri, di cui uno è presidente. 
Si avvale di un organo ausiliario, la Camera arbitrale (prevista dall'art. 242 del codice dei contratti pubblici).
Le aree e gli uffici dell'Autorità sono stati definiti con un atto di organizzazione del 29 ottobre 2014, in attuazione della delibera dell'Autorità n. 143 del 30 settembre 2014. L'atto di organizzazione individua i centri di responsabilità in base alla missione istituzionale dell'ANAC, ridefinita con l'entrata in vigore del decreto-legge n. 90/2014 convertito dalla legge n. 114/2014, nelle more della presentazione e approvazione del piano di riordino.
La struttura generale dell'ANAC in funzione della sua missione istituzionale è stata suddivisa in quattro ambiti strategici:
- indirizzo e programmazione (Presidenza)
- supporto alla missione istituzionale pianificazione e controllo (Segretariato generale)
- vigilanza
- regolazione

L'ANAC ha costituito un'unità speciale EXPO 2015 con compiti di controllo e di vigilanza sulla correttezza e trasparenza delle procedure connesse alla realizzazione delle opere del grande evento EXPO Milano 2015.

## Finanziamento
Come per la CONSOB, a partire dal 2007 il finanziamento dell'ANAC si basa sulle contribuzioni del mercato sul quale la stessa ANAC vigila.

## Composizione

### Autorità nazionale anticorruzione
Componenti 2020 - 2026 (D.P.R. 11 settembre 2020) 
- Giuseppe Busia - presidente
- Laura Valli
- Luca Forteleoni
- Paolo Giacomazzo
- Consuelo Del Balzo

Componenti 2014-2020 (D.P.R. 11 luglio 2014):
- Raffaele Cantone - presidente fino al 23 ottobre 2019[28]
- Francesco Merloni - facente funzioni di presidente dal 24 ottobre 2019 come componente più anziano[28]
- Michele Corradino
- Ida Angela Nicotra
- Nicoletta Parisi

### Camera arbitrale
Nominata il 10 febbraio 2015 e composta da docenti universitari di materie giuridiche:
- Ferruccio Auletta - presidente
- Ugo Draetta
- Giovanni Licata
- Alberto Massera
- Luca Mezzetti

### Riferimenti normativi
- Art. 1 commi 65-67 della Legge 23 dicembre 2005, n. 266 - Disposizioni per la formazione del bilancio annuale e pluriennale dello Stato (legge finanziaria 2006).
- Art. 13 del Decreto legislativo 27 ottobre 2009, n. 150- Attuazione della legge 4 marzo 2009, n. 15, in materia di ottimizzazione della produttività del lavoro pubblico e di efficienza e trasparenza delle pubbliche amministrazioni.
- Legge 6 novembre 2012, n. 190 - Disposizioni per la prevenzione e la repressione della corruzione e dell'illegalità nella pubblica amministrazione.
- Art. 16 del Decreto legislativo 8 aprile 2013, n. 39 - Disposizioni in materia di inconferibilità e incompatibilità di incarichi presso le pubbliche amministrazioni e presso gli enti privati in controllo pubblico, a norma dell'articolo 1, commi 49 e 50, della legge 6 novembre 2012, n. 190.
- Art. 19 del Decreto-legge 24 giugno 2014, n. 90 - Misure urgenti per la semplificazione e la trasparenza amministrativa e per l'efficienza degli uffici giudiziari.